# Île de Salagnon

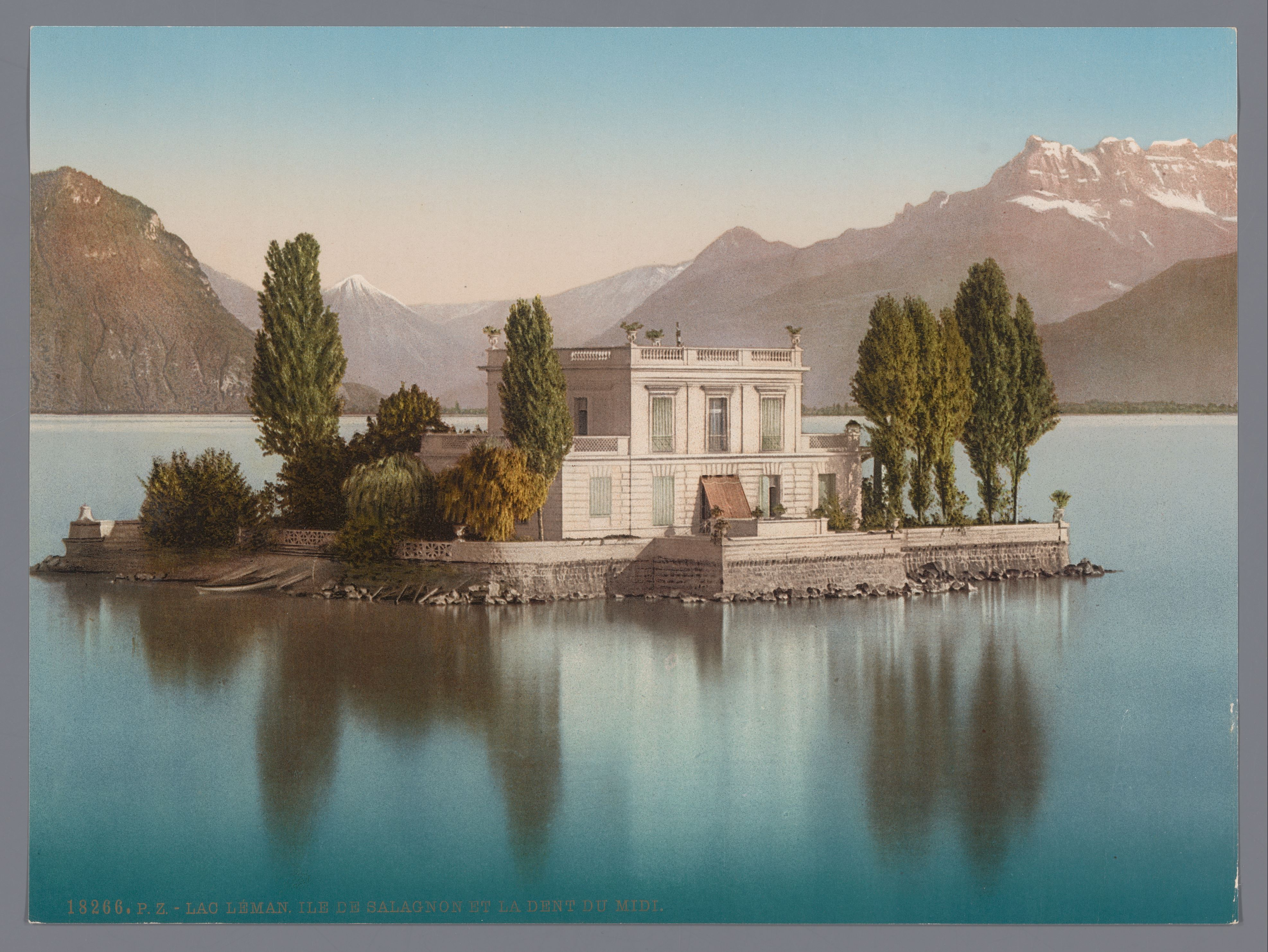
Kolorierte Postkarte mit Aufschrift Île de Salagnon et la Dent du Midi

Aufnahme von 1905 ohne die Marina des Port de plaisance du Basset, die die Insel heute umgibt

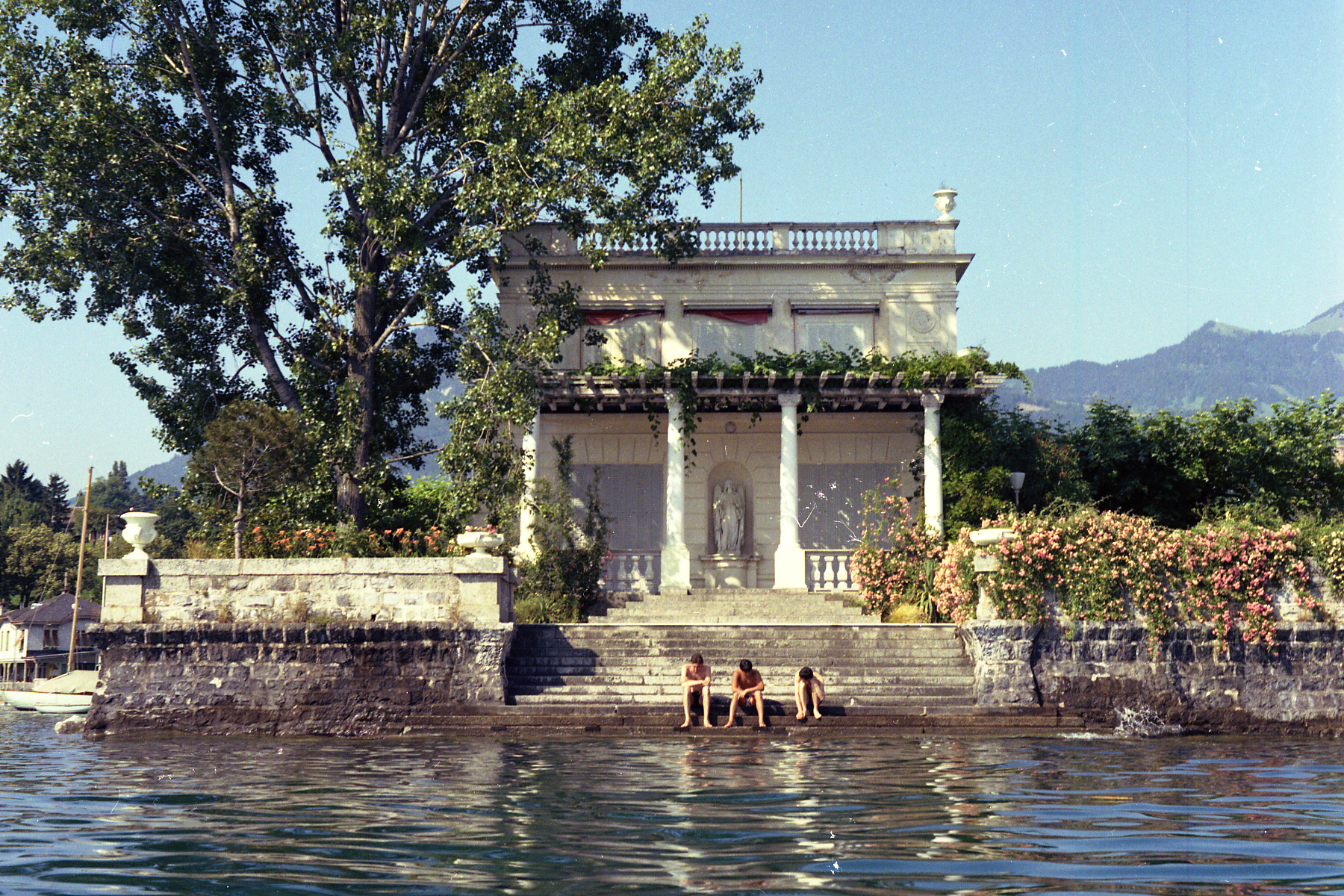
Badende, fotografiert im Jahr 1968

Die Île de Salagnon ist eine überwiegend künstlich angelegte Privatinsel etwa 300 m vor Clarens im Gemeindegebiet von Montreux in der Schweiz. Sie hat eine Fläche von 1452 m². Darauf befindet sich eine Villa im italienischen Stil von 1901.

## Geschichte
Bis zum Ende des 19. Jahrhunderts gab es an der Stelle der heutigen Île de Salagnon einen natürlich im Lac Léman (Genfersee) liegenden Felsen aus Granit namens Rocher aux Mouettes. Nur im Winter, wenn sich der Wasserspiegel absenkte, ragte er aus dem See. Er diente Fischern und den namensgebenden Möwen als Rastplatz. Schon ein gewisser Monsieur Barthélemy, Ingenieur am Bau des Tunnel de Burier auf der Simplonlinie, hatte sich zwischen 1859 und 1861 mit dem Gedanken getragen, den Felsen mit Gestein aus den nahen Tunnelbau anzuhäufen. Dieses Vorhaben kam aber nicht zur Ausführung.
Barthélemys Landsmann und Berufskollege Joseph Dallinges, der 1881 auf der gegenüberliegenden Seite des Sees den Eisenbahnbau von Évian nach Le Bouveret leitete, hatte ebenfalls viel Abraum zu versenken. Ein abgeflachter Haufen Steine um den Felsen wurde unter seiner Aufsicht mit einer Schutzmauer umgeben und mit drei Platanen bepflanzt. Am 14. Mai 1889 erhielt er den Namen Île de Salagnon. Dallinges’ ursprünglicher Plan war die Errichtung eines Luxushotels auf dem Neuland gewesen. Die französischen Zollbehörden verhinderten das Bauvorhaben im Grenzgewässer aber mit ihrem Veto. 1900 kam die Insel in den Besitz des Malers Théobald Chartran. Der Franzose war vermögend und fähig, 100'000 Franken für das Bauland im Besitz der Gemeinde zu bezahlen. Als ersten Zeichner seiner ästhetischen Vision arkadischer Schönheit engagierte er Gustave Lauzanne (1868–1948). Dessen eilige Zeichnungen lagen am 4. Oktober 1900 vor und wurden von Louis Villard weiter ausgearbeitet. Mit erteilter Baubewilligung vom 20. November 1900 begannen die Arbeiten, und im Dezember 1901 war die florentinische Villa mit Freitreppe direkt in den See und schmiedeeisern überdachter Einfahrt bezugsbereit. Personen aus den finanziell privilegierten Kreisen mehrerer Länder, Minister Frankreichs und etliche Berühmtheiten, reisten zur Einweihung der Villa durch ihren Hausherr an.
Auch nach dem Tod Chartrans, nun unter der Ägide seiner Erben, vergnügten sich hier die Eliten. Henri Clay Frick, der zuhause in den USA nicht nur für seine Kunstsammlung, sondern auch für seinen gewalttätigen Umgang mit streikenden Arbeitern bekannt war, genoss die Sommerfrische auf der Insel ebenso wie eine ganze Reihe hochrangiger französischer Politiker, so der 1934 von Wlado Tschernosemski erschossene Louis Barthou sowie der Präsident der Republik Alexandre Millerand oder der der Spionage beschuldigte Joseph Caillaux, der mit seiner Frau auf der Insel Zuflucht suchte. Diese Herren verfügten über eine ausreichende klassische Bildung, um den guten Geschmack, mit dem der Künstler Théobald Chartran auch die Details gestaltet hatte, würdigen zu können.

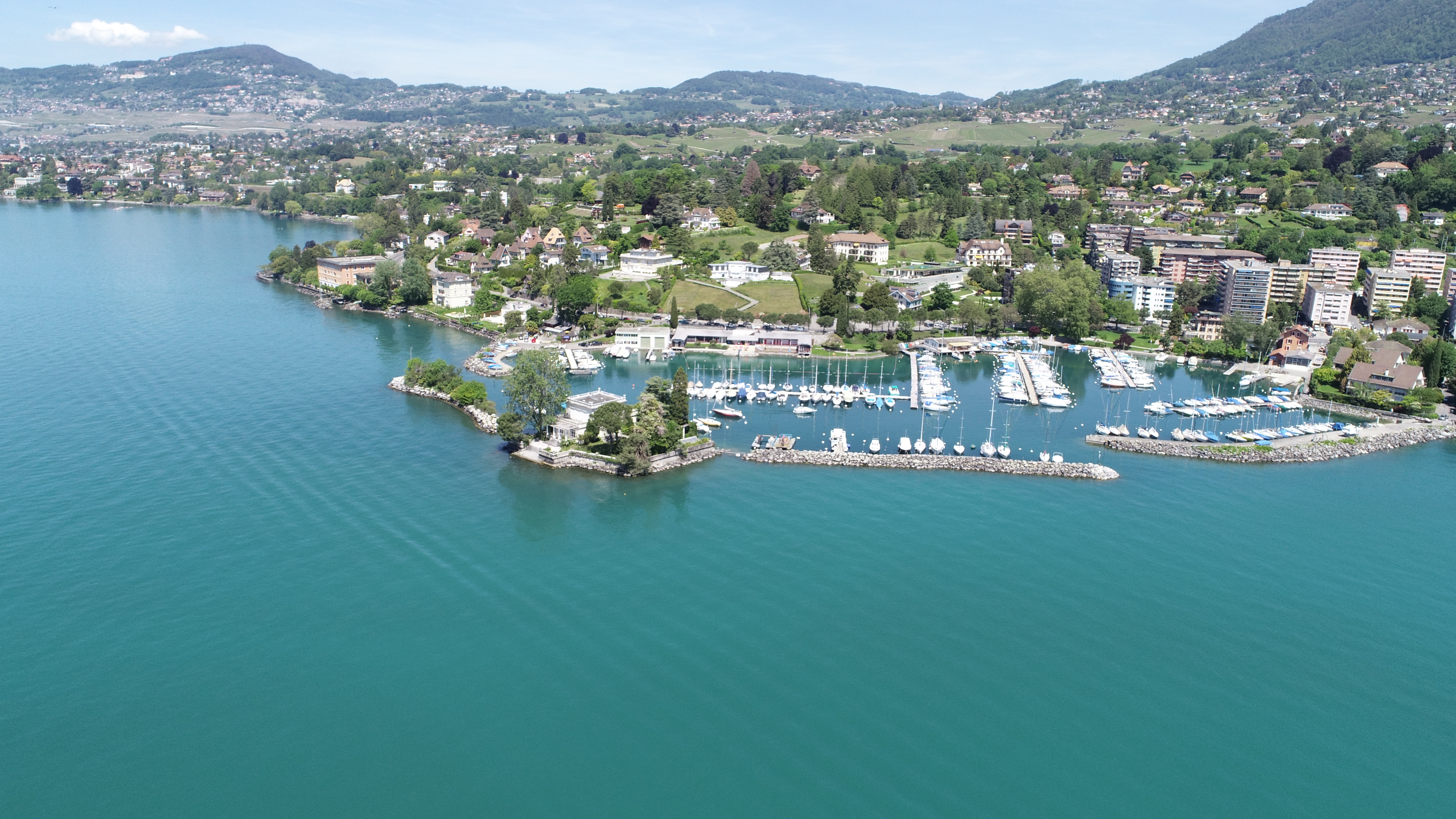
Luftaufnahme von 2019

Neben Besitzern, Gästen und Dienstboten gab es noch eine weitere Kategorie von Bewohnern der Insel, nämlich die Mieter. Von einem niederländischen Prinzen, der zeitweilig auf der Insel wohnte, ist bekannt, dass er sich Sonnenbäder in Freikörperkultur erlaubte. Der Adlige erhielt eine hohe Busse der Stadt Montreux, der er sich durch Zahlungsverweigerung und sofortige Ausreise entzog. Auch ein Russe namens Tscharnadieff machte sich mit den unbezahlten Rechnungen eines bombastischen Feuerwerks aus dem Staub. 1917 verkauften die Erben Chartrans die Île de Salagnon an den Industriellen Robert Dorer. Zwanzig Jahre später ging sie 1937 an die US-Amerikanerin Mary Shilito. Bevor sie anreiste, liess sie die Villa renovieren, starb aber schon am Tag ihrer Ankunft am Flughafen Genf-Cointrin an einem Herzversagen. Ihre Villa blieb in den Jahren der Abschottung, in denen sich die Schweiz im Zweiten Weltkrieg befand, unbewohnt und begann zu verfallen. 1947 erwarb der Zürcher Unternehmer Ernst Pflüger das Anwesen, auf das er bereits seit 1935 ein Auge geworfen hatte. Er lebte sieben Jahre mit seiner Familie auf dem Eiland. Die Familie Pflüger war bis zuletzt Besitzerin. Seit Jahrzehnten öffnet sich die Île de Salagnon nur noch seltenen Besuchern: 1967 Bundesrat Rudolf Gnägi mit Staatsgästen oder für Dreharbeiten, etwa zum Film Seuls von Francis Reusser.